# Edward Daly
Pour les articles homonymes, voir Daly.
Edward Daly, né le 5 décembre 1933 et mort le 8 août 2016, est un prélat catholique irlandais, prêtre puis évêque du Diocèse de Derry. Considéré comme l'une des figures majeures de l'Église irlandaise, il est notamment connu pour une photo prise lors du Bloody Sunday de 1972, qui le montre en train de courir autour d'un blessé agitant un mouchoir blanc, c'est de là que lui vient son surnom d'« évêque au mouchoir blanc ».